# Batman y Robin
Batman y Robin es una película de superhéroes estadounidense de 1997 basada en el personaje Batman de DC Comics, dirigida por el cineasta Joel Schumacher y escrita por Akiva Goldsman y protagonizada por Arnold Schwarzenegger, George Clooney, Chris O'Donnell, Alicia Silverstone y Uma Thurman. Es la cuarta y última entrega de la tetralogía Burton/Schumacher dentro de la Serie Fílmica de Batman producida por Warner Bros. iniciada en 1989.  La película cuenta cómo Batman y Robin deben prevenir que el Sr. Frío e Hiedra Venenosa congelen hasta la muerte a la humanidad para repoblar al planeta con plantas mutantes, al tiempo que mantienen una disputa por mantener al dúo dinámico unido. Igualmente marca la aparición de Batichica, quien ayudará a Batman y a Robin a detener a los villanos.
Warner Bros. aceleró el desarrollo de Batman y Robin debido al rotundo éxito de la anterior entrega, Batman Forever. Schumacher y Goldsman concibieron la historia durante la preproducción de A Time to Kill, mientras que Val Kilmer decidió no volver a interpretar al personaje debido a conflictos contractuales con la película El santo a la vez que Tim Burton no regresó como productor. En consecuencia Schumacher se interesó en que William Baldwin hiciera el papel en lugar de Kilmer antes que George Clooney ganara el personaje.
Batman y Robin se estrenó en Los Ángeles el 12 de junio de 1997 y su estreno general fue el 20 de junio de 1997. Si bien se desempeñó modestamente en la taquilla, obteniendo 238,2 millones de dólares en todo el mundo con un presupuesto de producción inicial de 125 millones de dólares, la película fue un fallo de crítica, e incluso es considerada una de las peores de la historia. También es la película de Batman de acción en vivo más baja en taquilla y con virulentas críticas por parte de los fanáticos hasta la fecha. Debido a la recepción negativa de la película, Warner Bros. canceló su secuela, Batman Unchained (conocida también como Batman Triumphant), y reinició la saga fílmica con Batman Begins en 2005. Uno de los temas musicales grabados para la película, «The End Is the Beginning Is the End» por The Smashing Pumpkins, ganó el Grammy a la mejor interpretación de hard rock en la cuadragésima entrega de los premios Grammy.

## Argumento
Batman y Robin, que estrenan nuevos trajes y nuevos vehículos -un nuevo Batimóvil y la Motocicleta Redbird-, son alertados por el Comisario Gordon que deben detener a un nuevo criminal que está asolando Gotham. Se trata de Mr. Freeze, quien se dedica a robar diamantes y que ahora está en el museo de Gotham City. Este congela a los guardias de seguridad hasta la llegada de la pareja de héroes. Mr. Freeze hace frente a Batman y Robin y les envía a sus secuaces. Con dificultad Robin logra recuperar el diamante robado pero es de nuevo robado por Mr. Freeze quien escapa en un cohete planeando congelar a la ciudad. Batman queda prisionero en el cohete hasta ser rescatado por Robin y ambos destruyen el cohete. Con las puertas del cohete usadas como tablas de surf, Batman y Robin van tras el villano pero dentro de un edificio Mr. Freeze congela a Robin en un impulsivo intento por capturarlo. Mr. Freeze logra huir con el diamante y Batman descongela a Robin.
Mientras, en un laboratorio en Sudamérica perteneciente a Wayne Enterprises la Dra. Pamela Isley está llevando a cabo un experimento que sirve para que las plantas se defiendan como animales, pero sus intentos son frustrados por el profesor Jason Woodrue quien trabaja en un proyecto llamado «Gilgamesh», en donde experimenta con un individuo llamado Antonio Diego, a quien se le agrega el «Suero Super Soldado» en su cerebro, fortaleciendo su cuerpo y convirtiéndolo en Bane, pero la Dra. Isley descubre su proyecto ilegal, y este la descubre. El Dr. Woodrue le propone unírsele pero, tras ser rechazada su oferta, ataca a la joven arrojando sobre ella una serie de toxinas animaloherbales y se va, creyéndola muerta. 
En la baticueva, Bruce Wayne, Dick Grayson y Alfred descubren quién es Mr. Freeze; el Dr. Victor Fries, quien en su intento por curar a su esposa Nora Fries de una rara enfermedad llamada síndrome de McGreggor, cae en un tanque de agua helada de -40°, ahora roba dinero para conseguir la forma de curar a su esposa y la armadura que usaba este poseía diamantes que lo mantenían a una temperatura extremadamente fría, Bruce planea usar sus diamantes como carnada para atraparlo y le exige a Dick que entrene más y sentar cabeza pero el joven le reclama que debe haber mutua confianza para que hubiera trabajo en equipo. Al rato Alfred y Bruce caminan por la Mansión y Alfred está de acuerdo con Dick pero empieza a sentirse mal, lo cual disimula antes su amo. Bruce recuerda que Alfred lo crio tras la muerte de sus padres, por tanto era más que un sirviente para él. Luego, el doctor Woodrue vuelve al laboratorio mientras negocia a Bane por teléfono, y en ese momento la Dra. Isley sale de las profundidades transformada en la letal Hiedra Venenosa, quien da muerte al Dr. Woodrue con sus labios venenosos. Esta, con la ayuda de Bane, se traslada a Gotham para llevar a cabo su lucha a favor del reino vegetal.
Un día llega a la mansión Wayne Barbara Wilson, sobrina de Alfred. Alfred se pone contento al verla y la presenta ante sus amos, al llegar al enorme garaje de la mansión Barbara ve una motocicleta de carreras perteneciente a Dick. Esa misma noche mientras Alfred buscaba a su hermano Wilfred, Barbara aparenta ir a dormir cuando roba la moto de carreras de Dick.
Un día Bruce y su entonces novia, Julie Madison, inauguran en el observatorio de la ciudad un enorme telescopio como donación de su empresa. En ese momento Hiedra Venenosa reasume su alter ego de la Dra. Isley y junto con Bane entran al observatorio donde ella le hace un pliego de peticiones a Bruce en favor de ayudar al medio ambiente, pidiéndole eliminar congelantes y calentadores de gas, Bruce rechaza el pliego de peticiones pero a cambio aportará para la conservación del planeta. Esa noche, Bruce Wayne presta sus diamantes para secretamente atraer a Mr. Freeze, haciendo una enorme subasta para que una de las varias hermosas mujeres se los pusiera y bailara con un multimillonario de los varios presentes en una gala especial. Batman, Robin y el Comisionado Gordon están al tanto que Mr. Freeze vaya a la reunión. En ese momento sale Hiedra Venenosa poniéndose los diamantes en forma de collar y los pendientes haciendo una propuesta más grande. Tras tener a los presentes seducidos con feromonas varios de ellos quienes empiezan a subir las pujas, Batman ofrece tres millones de dólares y saca su tarjeta mientras que Robin hacia una puja más grande (sabiendo que no tenía esa cantidad) hasta que llega Mr. Freeze, quien roba los diamantes al resistirse a los encantos de Hiedra Venenosa. Batman y Robin lo persiguen hasta una enorme estatua donde Batman, desconfiando de que Robin saltase de una gran altura desactiva su Redbird y Batman con su vehículo hace un salto mortal donde lo captura. Dick le recrimina a Bruce su falta de confianza en su compañero y trabajo en equipo a lo que Alfred, quien intenta buscar a su hermano Wilfred en caso de que el muriera y necesitara a alguien que tomase su lugar como sirviente de Wayne, tras conversar con Bruce sabe que este ignora todo ello a pesar de sus labores por frenar el crimen en Gotham. Mientras, Hiedra consigue un escondite en un antiguo salón de baños turcos expulsando a una pandilla con Bane y decorando el lugar con plantas mutantes.
Mientras, en el Asilo de Arkham, Mr. Freeze es llevado a una celda donde el solo ambiente le empieza a hacer daño y donde es burlado por los guardias a quienes jura deshacerse de ellos. Bruce cena con Julie, quien le pide matrimonio pero Bruce teniendo el recuerdo de otras relaciones (Vicki Vale, Selina Kyle y Chase Meridian) y mencionando que habría cosas de su vida que jamás entendería (protegiéndola de su identidad de Batman) no está muy dispuesto a aceptar, pero al tener el recuerdo de Hiedra casi rompe su relación con Julie. 
Dick ve una noche que Barbara salía con disimulo para escaparse y robar la moto de carreras de Dick. Ella competía en las carreras ilegales de motos, donde había ganado en varias ocasiones, pero en esta carrera un competidor le hizo trampa provocando que Barbara estuviese a punto de caer en un abismo pero es salvada por Dick. Al volver a la Mansión, Barbara cuenta que apostaba y ganaba dinero en las carreras para sacar a Alfred de su vida de servicio a Wayne, pero vanamente Dick intenta disuadir de su decisión a Barbara, que le advierte que Alfred está mal de salud, algo que Bruce también intuye.
En el Asilo de Arkham, Freeze recibe la visita de Hiedra Venenosa, quien mata a los guardias con sus labios venenosos, y Bane, quienes lo ayudan a escapar. Batman y Robin son alertados de la fuga y se dirigen al escondite de Mr. Freeze; una fábrica de helados en donde Gordon les muestra que Hiedra es una criminal llegada de Sudamérica, Los héroes se dirigen a una cámara secreta donde Nora Fries está congelada aún con el Síndrome de McGreggor esperando la cura definitiva. Freeze intenta contener a los policías mientras que Hiedra junto con Bane intentan matar a Batman y a Robin, este estando seducido por la villana casi cae en sus encantos donde es salvado por Batman. Robin, lleno de ira, se rebela contra su compañero y en una pelea cae en una enorme olla llena de helado de pistacho. Hiedra desconecta la máquina donde está congelada Nora y culpa a Batman de ello. Mr. Freeze, dándola por muerta, lleno de ira promete congelar a la ciudad a Hiedra compartiría su propósito convirtiendo al mundo en solo vegetación.
Alfred cae enfermo por la primera fase del Síndrome de McGreggor, Bruce promete buscar la cura viendo a Alfred como el padre que lo crio durante muchísimos años y sabe que Mr. Freeze posee la cura. Una noche descubre que la Dra. Isley es la misma Hiedra Venenosa quien usando sus feromonas sedujo a Gordon que le dio las llaves de la Batiseñal. La Batiseñal es arrancada por Bane y llevada al escondite de Hiedra donde la modifica volviéndola la señal Robin.
Robin al ver su señal decide ir pero Bruce intenta detenerlo sabiendo que es una trampa preparada por Hiedra y convence a Robin de seguir siendo un equipo usando las palabras que Dick le había dicho sobre confianza mutua, Robin asiste a su cita con Hiedra donde le pide decirle sus planes antes de besarlo. Hiedra le dice que Mr. Freeze planea usar el enorme telescopio del observatorio para convertirlo en un enorme congelador. Robin besa a Hiedra pero no muere por tener plástico en sus labios, esta arroja a Robin a un pozo de agua con sus plantas mutantes hasta que llega Batman que también cae entre plantas y enredaderas.
Alfred, no teniendo mucho tiempo de vida, le da un disco a Barbara para que se lo diera a su tío Wilfred y le implora que no la abra. La joven finalmente abre la caja y ve el disco donde consigue descubrir el secreto de Bruce Wayne y de Dick Grayson y Alfred le había preparado un traje para convertirse en Batichica para ayudar a Batman y a Robin en su lucha contra el crimen.
Batichica llega y, tras sostener una pelea con Hiedra, rescata a sus dos compañeros y derrota a Hiedra al hacerla caer en una planta mutante que le quita sus poderes. Los tres se dirigen al observatorio donde Mr. Freeze pone en marcha sus planes congelando a dos operadores del telescopio y congelando toda la ciudad. Batman, Robin y Batichica hacen frente a los secuaces de Freeze hasta llegar al telescopio. Teniendo solo 11 minutos para descongelar la ciudad antes de la media noche, Robin y Batichica descongelan los espejos del telescopio y Batman tras descongelar a los operarios intenta atraer los rayos del sol al telescopio para poder descongelar la ciudad. Mr. Freeze interrumpe a los tres héroes pero Batman prácticamente lo detiene. Mr. Freeze activa explosivos instalados por Bane y el telescopio cae destruyéndose en el acto. Batman logra salvar a los dos operarios mientras que Robin y Batichica derrotan a Bane y suben para descongelar la ciudad. Aún sin el telescopio los tres logran atraer los rayos del sol a la ciudad hasta descongelarla completamente. Batman se acerca a un derrotado Mr. Freeze, quien le intenta reclamar el asesinato de su mujer, pero Batman le muestra un video donde Hiedra, peleando con Batichica, se delata diciendo que había desconectado a Nora. Tras ello Batman confirma a un enfurecido Mr. Freeze que su mujer sigue viva, ya que la había vuelto a conectar. Batman lo hace redimir como el Dr. Victor Fries y le pide la cura para la primera fase de síndrome. Fries le da dos tubos con la cura incorporados a su armadura y decide rendirse para ir a Arkham. Batman promete hacer llevar a su mujer congelada para que el continuase sus estudios. Al llegar a Arkham Mr. Freeze visita a una derrotada Hiedra y promete hacerle de su vida un infierno.
Bruce le suministra la cura a Alfred y al día siguiente el Mayordomo recupera su salud, prometiendo ampliar la Baticueva al ver que Bruce, Dick y Barbara se unen como equipo. Al final se ve la Batiseñal con Batman, Robin y Batichica corriendo a hacer frente al crimen y a las fuerzas del mal.

## Reparto
- George Clooney - Bruce Wayne/Batman 
 Un industrial multimillonario cuyos padres fueron asesinados ante sus ojos siendo un niño. Por las noches se convierte en Batman; un vigilante protector para Gotham City. Val Kilmer, quien anteriormente interpretó al personaje en Batman Forever, originalmente lo interpretaría de nuevo, pero al ser escogido para protagonizar El Santo tuvo que renunciar al personaje, por lo que Clooney tomó su lugar.[5] Clooney repetiría su papel de Bruce Wayne en un cameo en la película The Flash de 2023.
  - Eric Lloyd interpreta al personaje de niño en un flashback.
- Chris O'Donnell como Dick Grayson/Robin
 El compañero de Batman en su lucha contra el crimen y bajo la tutela de Bruce Wayne. Pronto comienza a irritarse contra la autoridad de Batman.
- Arnold Schwarzenegger como Dr. Victor Fries/Mr. Freeze 
 Un científico ganador del Premio Nobel, biólogo molecular y dos veces decatleta ganador de los Juegos Olímpicos quien sufre un terrible accidente mientras busca mantener viva criogénicamente a su esposa enferma para encontrar una cura a su enfermedad terminal. Como resultado, se transforma en un criminal que debe usar un traje de extremas temperaturas bajas, el cual es alimentado energéticamente con diamantes. Su principal objetivo en principio es congelar a Gotham para tenerla de rehén y exigir dinero como rescate y con esos fondos encontrar una cura para su esposa. Para el personaje audicionaron los actores Hulk Hogan, Ed Harris, Anthony Hopkins, Silvester Stallone, John Travolta, Jack Black y Patrick Stewart. Schwarzenegger definió su personaje de Mr. Freeze como un cruce entre Terminator y una nevera.
- Uma Thurman como Dr. Pamela Isley/Hiedra Venenosa 
 Una botánica que se convierte en ecoterrorista luego de que el Dr. Woodrue la intentase matar arrojándole químicos, venenos y toxinas, las cuales reemplazan su sangre con aloe, su piel con clorofila y llenando sus labios con veneno, haciendo letal cualquier beso. Igualmente usa feromonas para que los hombres se enamoren de ella. Para el personaje se nominó a las actrices Demi Moore y Sharon Stone. Se rumoreó que Julia Roberts, quien había trabajado con Joel Schumacher en Flatliners, había estado compitiendo por el personaje pero los rumores fueron aclarados por Schumacher, advirtiendo que si ella hubiese querido el personaje sólo habría tenido que llamarlo.[5] Irónicamente, durante la producción de Batman Forever, se conversó con Nicole Kidman interpretar a Hiedra en la película, pero el personaje fue eliminado, y Kidman obtuvo el papel de la psicóloga Chase Meridian. Thurman aceptó el papel porque le gustaba la caracterización femme fatale de Hiedra Venenosa.[6] El director Schumacher se dio cuenta por primera vez de Thurman a través de un papel anterior como Venus en The Adventures of Baron Munchausen.
- Alicia Silverstone como Barbara Wilson/Batgirl 
 Sus padres murieron en un accidente automovilístico. Siendo huérfana y Alfred su tío, se vuelve igualmente su tutor ya que Alfred era muy cercano a su hermana Margareth, madre de Bárbara.
- Michael Gough como Alfred Pennyworth 
 Leal y confiable mayordomo de Bruce Wayne y Dick Grayson. Alfred está a punto de morir por la rara enfermedad del síndrome de McGreggor, enfermedad que también padece la mujer de Mr. Freeze. Al final es completamente curado.
- Pat Hingle como James Gordon 
 El comisario de policía de Gotham City. Es cercano a Batman y le informa de diversos crímenes en la ciudad.
- John Glover como Dr. Jason Woodrue/Floronic Man 
 Un científico trastornado que toma el suero de supersoldado cuyo nombre codificado es Veneno con el fin de crear supersoldados y venderlos a dictadores y señores de la guerra y ganar millones. Es responsable de la creación tanto de Bane como, accidentalmente, de Hiedra Venenosa, quien finalmente lo mata con uno de sus besos venenosos. Este es uno de los casos en que el personaje se retrata como un humano normal en lugar de un mutante.
- Elle Macpherson como Julie Madison 
 Novia de Bruce Wayne. Ella le propone matrimonio, pero él no responde temiendo por su seguridad. Un borrador del guion establecía que Julie moría a manos de Hiedra Venenosa pero se eliminó temiendo que la película fuese oscura para el público infantil.
- Vivica A. Fox as Ms. B. Haven 
 La sensual asistente de Mr. Freeze quien trata de coquetear con él sin ser correspondida, ya que Freeze ama a su esposa.
- Vendela Kirsebom como Nora Fries 
 La amada esposa de Mr. Freeze quien está congelada criogénicamente en espera de una cura a su enfermedad terminal.
- Elizabeth Sanders como Gossip Gerty 
 La propia mujer de Bob Kane interpreta a la periodista y columnista chismosa de Gotham City.
- Robert «Jeep» Swenson como Antonio Diego/Bane 
 El musculoso guardaespaldas de Hiedra Venenosa y posteriormente de Mr. Freeze, quien originalmente era un asesino en serie escuálido. Transformado en una enorme abominación, a quien el Dr. Woodrue le suministró una potente droga potenciadora de fuerza para supersoldados llamada «Venom», se observa conseguir el traje de Mr. Freeze de vuelta en Arkham, así como luchar contra los principales héroes varias veces. A pesar de defenderse contra Batman y Robin en numerosas ocasiones, Robin y Batgirl finalmente lo derrotan después de que encuentran una manera de detener el flujo de veneno a su cerebro. Swenson fue sugerido para el papel por uno de los dobles de Batman Forever.[5] Batman y Robin fue la última película en la que trabajó Swenson ya que muere de una insuficiencia cardíaca dos meses después del estreno de la película.
  - Michael Reid MacKay interpreta a Antonio Diego
- Jack Betts como invitado en fiesta.
- Patrick Leahy como Él mismo.
- Jesse Ventura como guardia del asilo Arkham.
- Nicky Katt como Spike.
- John Ingle como Doctor.
- Coolio como un corredor de apuestas de las carreras ilegales de motocicletas.

### Doblaje
| Actor                 | Personaje                        | Doblaje España          | Doblaje México    |
| --------------------- | -------------------------------- | ----------------------- | ----------------- |
| George Clooney        | Batman/Bruce Wayne               | Fernando de Luis        | Arturo Mercado    |
| Chris O'Donnell       | Dick Grayson/Robin               | Daniel García           | René García       |
| Arnold Schwarzenegger | Mr. Freeze/Dr. Victor Fries      | Ernesto Aura            | Blas García       |
| Uma Thurman           | Hiedra Venenosa/Dr. Pamela Isley | Nuria Mediavilla        | Carola Vázquez    |
| Alicia Silverstone    | Batgirl/Barbara Wilson           | Alicia Laorden          | Pilar Escandón    |
| Michael Gough         | Alfred Pennyworth                | Manuel Lázaro           | Federico Romano   |
| Pat Hingle            | Comisario James Gordon           | Pepe Mediavilla         | Alejandro Villeli |
| Robert «Jeep» Swenson | Bane                             | Miguel Ángel Jenner     | Jorge Santos      |
| Elle Macpherson       | Julie Madison                    | Rosa María Hernández    | Dulce Guerrero    |
| Vivica A. Fox         | Miss B. Haven                    | Mónica Padrós           | Ruth Toscano      |
| John Glover           | Dr. Jason Woodrue                | Pep Antón Muñoz         |                   |
| Vendela Kirsebom      | Nora Fries                       |                         |                   |
| Elizabeth Sanders     | Gossip Gerty                     |                         |                   |
| Nicky Katt            | Spike                            | Miguel Ángel Valdivieso |                   |

## Producción

### Desarrollo
Batman Forever, la tercera película de la saga de Batman obtuvo una buena aceptación en taquilla en junio de 1995. Warner Bros. inmediatamente encargó una secuela. Se contrató a Joel Schumacher quien retomó las riendas del señor de la noche para hacer esta película junto a su escritor Akiva Goldsman en agosto siguiente, y Warner decidió que era mejor acelerar la producción para que junio de 1997 fuese la fecha de estreno, que es un descanso de la brecha de tres años habitual entre las películas de la saga. Schumacher quería homenajear tanto el estilo camp colorido de la serie de televisión de 1960 como el trabajo de Dick Sprang, lo cual la desliga completamente de los avances realizados hasta el momento con el personaje y retoma guiones, tramas, personajes y estética de la serie de los años 1960. La historia de Batman y Robin fue concebida por Schumacher y Goldsman durante la preproducción de A Time to Kill. Porciones de la historia interna de Mr. Freeze se tomaron del episodio Heart on ice de Batman: la serie animada, escrito por Paul Dini.
Mientras Chris O'Donnell repetía su rol de Robin (pese a que se le ofreció el personaje de J en Hombres de negro), Val Kilmer decidió no volver a interpretar al personaje desde Batman Forever, aduciendo que el protagonismo de Batman estaba siendo opacado en favor de los villanos. Schumacher admitió que tuvo problemas para trabajar con Kilmer en la anterior entrega. «Como que se dio por vencido», dijo Schumacher, «y de alguna forma lo despedimos». Kilmer dijo que no estaba al tanto de la producción rápida por parte de Warner Bros. y que ya estaba comprometido con la película El Santo (1997). Schumacher originalmente estaba muy interesado en que William Baldwin tomara el lugar de Kilmer en el rol principal, pero fue George Clooney que finalmente terminó protagonizando la película, quien obtuvo una paga de diez millones de dólares y un contrato con una cláusula que le obligaba a filmar dos secuelas. Otro actor también muy considerado fue David Duchovny. Schumacher creyó que Clooney podría dar una interpretación más ligera del personaje a diferencia de Michael Keaton (en Batman y Batman Returns respectivamente en 1989 y 1992) y Kilmer. El horario de rodaje le permitió a Clooney trabajar en la serie ER sin problemas contractuales.
Hulk Hogan, Anthony Hopkins, Silvester Stallone, John Travolta, Jack Black, Ed Harris y Patrick Stewart fueron considerados para interpretar a Mr. Freeze, antes de que el guion fuese reescrito para acomodarse a la caracterización de Arnold Schwarzenegger. Schumacher decidió que el Sr. Freeze debía ser «grande y fuerte como si fuera cincelado en un glaciar». A Schwarzenegger se le pagó veinticinco millones de dólares de salario por su personaje más un porcentaje del merchandising. Su maquillaje protésico y vestuario tomaba seis horas en serle aplicado cada día. Thurman aceptó el personaje de Hiedra Venenosa debido a que le fascinaba la caracterización de «mujer fatal». Su papel fue concebido en homenaje a Marlene Dietrich, siendo las escenas de lucha contra Batgirl al final de la película impuestas por el director, ya que Uma no veía al personaje de Hiedra Venenosa como una mujer de acción sino como una manipuladora. Alicia Silverstone fue la única elección para el personaje de Batichica. Jesse Ventura participó como uno de los guardias del asilo Arkham, siendo esta la tercera película donde trabajó junto a Schwarzenegger, después de Depredador y The Running Man, ambas cintas estrenadas en 1987.
De acuerdo con Schumacher, como dato anecdótico, cuando se pueden ver en el Asilo Arkham la ropa de Dos Caras y la de Acertijo en la escena de cuando Bane ataca al guardia para recuperar la armadura de Mr. Freeze, originalmente se planificó que Hiedra Venenosa y Mr. Freeze escapasen junto a otros prisioneros de Arkham. La escena finalmente no se realizó en el montaje final. El Síndrome de McGreggor es una guiño alusivo al productor de la película Peter McGreggor Scott.

### Rodaje
La fecha original para el inicio del rodaje fue agosto de 1996, pero el rodaje no se inició hasta el 12 de septiembre de 1996, y terminó de filmarse a finales de enero de 1997, dos semanas antes de la fecha prevista. Se rodó principalmente en los estudios Warner en Burbank, California.
Cuando compara el trabajo con la anterior entrega de la saga, O'Donnell explicó: «Simplemente sentí que todo se suavizó un poco la segunda vez. En Batman Forever, sentí que estaba haciendo una película. La segunda vez, sentí que estaba haciendo un anuncio de juguetes para niños». A su vez se quejó de su vestuario como Robin, diciendo que era más complicado e incómodo que el que llevaba en Batman Forever, con un antifaz pegado que causaba que el sudor se le acumulase sobre la cara. Según el actor John Glover, quien interpretó al Dr. Jason Woodrue, «Joel [Schumacher] se sentaría en una grúa con un megáfono y gritaría antes de cada toma, "Recuerden, todos, esto es una caricatura". Fue difícil actuar por esa manera de establecer el tono de la película». La diseñadora de producción Barbara Ling admitió que sus influencias en el diseño de Gotham City vinieron de los «letreros de neón, Tokio y la Era de la máquina». Para ella, Gotham era «como una Feria Mundial en éxtasis». Rhythm and Hues y Pacific Data Images crearon las secuencias de efectos visuales, junto a John Dykstra y Andrew Adamson acreditados como supervisores de efectos especiales.
Joel Schumacher, resentido porque Val Kilmer dejara la secuela, comentó que a George Clooney le quedaba muy bien el traje de Batman que usó Kilmer, pero que Clooney necesitaba más «huevera». Por lo tanto se le diseñó una sobre su cuerpo pero Clooney declararía posteriormente que el traje de Batman debería llamarse el «Bat-régimen»: al llevarlo puesto no se oye nada, apenas se puede respirar y lo que es peor, la deshidratación ya que no le permitía beber.
O'Donnell dijo que a pesar de estar con Schwarzenegger mucho tiempo fuera del set y durante la promoción de la película, nunca trabajaron ni un solo día juntos; esto se logró con suplentes cuando uno de los actores no estaba disponible. El coordinador de dobles Alex Field le enseñó a Silverstone a montar una motocicleta para poder interpretar a Batichica. El carísimo traje de Batichica fue confeccionado sobre el cuerpo de Alicia Silverstone, pero engordó durante el rodaje y luego no le servía. Eso hizo que le pusieran el apodo de «Fatgirl». La armadura de Mr. Freeze tampoco era manejable, pesando unos treinta kilos más unos quince kilos adicionales de hielo.

### Música
Al igual que Batman Forever, la banda sonora fue escrita y dirigida por Elliot Goldenthal. La banda sonora presentó una variedad de géneros por varias bandas e intérpretes, exhibiendo rock alternativo en el tema principal «The End Is the Beginning Is the End» de The Smashing Pumpkins, el tema «Lazy Eye» de Goo Goo Dolls,  y con la canción «Revolution» de R.E.M.. El cantante R&B R. Kelly igualmente escribió la canción «Gotham City» para la banda sonora, la cual es el segundo tema musical colocado en los créditos finales, así como uno de los sencillos, llegando al top 10 en los Estados Unidos y en el Reino Unido. Eric Benét y Meshell Ndegeocello también contribuyeron con canciones de R&B. También se incluyó el mejor sencillo de 5 segundos, «Look into My Eyes» de la banda de hip hop Bone Thugs-n-Harmony. Otras canciones presentadas incluyeron elementos de música dance y música electrónica, además de algunas por Moloko y Arkana. La banda sonora fue estrenada el 27 de mayo de 1997, un mes después de la película.

## Marketing
El tráiler de la película se estrenó en el episodio de Entertainment Tonight el 19 de febrero de 1997. Warner Bros. gastó USD 15 millones en mercadotecnia y promoción de la película, en adición a los USD 125 millones del presupuesto de producción. El estudio también atrajo compañías de juguetes para involucrarse con la preproducción, incluyendo el diseño de arte conceptual e ilustraciones de los personajes. El director Joel Schumacher criticó la estrategia de Warner Bros. para Batman y Robin como siendo abiertamente "juguetera".
Varios parques de Six Flags; (Six Flags Great Adventure, Six Flags Over Texas, y Six Flags St. Louis) todas las montañas rusas debutaron con temas de la película (todos los cuales ya han sido cerradamente temáticos a Batman: la serie animada). Taco Bell presentó una campaña de promoción que incluía copas coleccionables y un concurso con una réplica del Batimóvil de la película como un gran premio. Una novelización juvenil del guion, escrita por Alan Grant, fue publicada junto con el lanzamiento de la película en 1997.

## Taquilla
Batman y Robin fue estrenada el 20 de junio de 1997 en Estados Unidos, ganando USD 42 872 605 en su fin de semana de apertura, por lo que fue la tercera película más taquillera ese fin de semana de 1997. La película disminuyó en un 63% de recaudación en su segunda semana. Batman y Robin enfrentó a otras películas de la época como Face/Off y Hercules. Schumacher culpó al periodismo amarillista de Harry Knowles de Ain't It Cool News y otras páginas de Internet como Dark Horizons. La película recaudó USD 107,3 millones en América del Norte y USD 130,9 millones a nivel internacional, llegando a un total mundial de USD 238,2 millones. Warner Bros. reconoció las deficiencias de Batman y Robin en el mercado interno, pero señaló el éxito en el exterior.

### Estrenos mundiales
| País                                                                          | Fecha de estreno                 |
| ----------------------------------------------------------------------------- | -------------------------------- |
| Alemania                                                                      | Jueves 26 de junio de 1997       |
| Argentina                                                                     | Miércoles 9 de julio de 1997     |
| Australia                                                                     | Jueves 26 de junio de 1997       |
| Austria                                                                       | Viernes 20 de junio de 1997      |
| Bélgica                                                                       | Miércoles 2 de julio de 1997     |
| Belice · Costa Rica · El Salvador · Guatemala · Honduras · Nicaragua · Panamá | Viernes 11 de julio de 1997      |
| Bolivia                                                                       | Martes 15 de julio de 1997       |
| Brasil                                                                        | Viernes 4 de julio de 1997       |
| Bulgaria                                                                      | Viernes 19 de septiembre de 1997 |
| Chile                                                                         | Jueves 3 de julio de 1997        |
| Colombia                                                                      | Viernes 27 de junio de 1997      |
| Corea del Sur                                                                 | Sábado 2 de agosto de 1997       |
| Croacia                                                                       | Jueves 28 de agosto de 1997      |
| Dinamarca                                                                     | Viernes 18 de julio de 1997      |
| Egipto                                                                        | Lunes 20 de octubre de 1997      |
| Eslovenia                                                                     | Jueves 7 de agosto de 1997       |
| España                                                                        | Viernes 27 de junio de 1997      |
| Estados Unidos · Canadá                                                       | Viernes 20 de junio de 1997      |
| Estonia                                                                       | Viernes 29 de agosto de 1997     |
| Filipinas                                                                     | Miércoles 9 de julio de 1997     |
| Finlandia                                                                     | Viernes 4 de julio de 1997       |
| Francia                                                                       | Miércoles 9 de julio de 1997     |

| País                         | Fecha de estreno                 |
| ---------------------------- | -------------------------------- |
| Grecia                       | Viernes 12 de septiembre de 1997 |
| Hong Kong                    | Jueves 17 de julio de 1997       |
| Hungría                      | Jueves 14 de agosto de 1997      |
| India                        | Viernes 22 de agosto de 1997     |
| Indonesia                    | Miércoles 13 de agosto de 1997   |
| Islandia                     | Viernes 1 de agosto de 1997      |
| Israel                       | Viernes 1 de agosto de 1997      |
| Italia                       | Viernes 29 de agosto de 1997     |
| Japón                        | Sábado 2 de agosto de 1997       |
| Letonia                      | Viernes 29 de agosto de 1997     |
| Lituania                     | Viernes 29 de agosto de 1997     |
| Malasia                      | Jueves 17 de julio de 1997       |
| México                       | Viernes 18 de julio de 1997      |
| Noruega                      | Viernes 25 de julio de 1997      |
| Nueva Zelanda                | Jueves 31 de julio de 1997       |
| Países Bajos                 | Jueves 7 de agosto de 1997       |
| Perú                         | Viernes 25 de julio de 1997      |
| Polonia                      | Viernes 1 de agosto de 1997      |
| Portugal                     | Viernes 11 de julio de 1997      |
| Puerto Rico                  | Jueves 26 de junio de 1997       |
| Reino Unido Irlanda          | Viernes 27 de junio de 1997      |
| República Checa · Eslovaquia | Jueves 21 de agosto de 1997      |
| Rumania                      | Viernes 26 de septiembre de 1997 |
| Singapur                     | Jueves 17 de julio de 1997       |
| Sudáfrica                    | Viernes 19 de septiembre de 1997 |
| Suecia                       | Viernes 4 de julio de 1997       |
| Suiza                        | Viernes 27 de junio de 1997      |
| Tailandia                    | Viernes 4 de julio de 1997       |
| Taiwán                       | Sábado 12 de julio de 1997       |
| Turquía                      | Viernes 29 de agosto de 1997     |
| Uruguay                      | Jueves 17 de julio de 1997       |
| Venezuela                    | Miércoles 9 de julio de 1997     |

## Crítica
El sitio web del agregador de reseñas Rotten Tomatoes dio una calificación de aprobación del 10% con base en 86 revisiones, con una calificación promedio de 3,7 / 10. El consenso crítico del sitio dice: «La actitud irónica de Joel Schumacher llega a un límite insoportable en Batman & Robin, lo que resulta en una película frenética y sin sentido que es demasiado jocosa para preocuparse por ella». En Metacritic, la película tiene un puntaje promedio de 28 de 100, basado en 21 críticas, lo que significa «revisiones generalmente desfavorables». Las audiencias encuestadas por CinemaScore dieron a la película una calificación promedio de «C +» en una escala de A + a F.
Schumacher y el productor Peter MacGregor-Scott culparon a la recepción negativa de Batman & Robin a la decisión de Warner Bros. de acelerar la producción. «Hubo mucha presión por parte de Warner Bros. para hacer que Batman & Robin fuera más familiar», explicó Schumacher. «Decidimos hacer una película de Batman menos deprimente y menos tortuosa y más heroica. Sé que me han criticado mucho por esto, pero no vi el daño en ese enfoque en absoluto...» Roger Ebert del Chicago Sun-Times criticó el enfoque juguetero y las bromas de Mr. Freeze en su revisión de dos estrellas de la película. Kenneth Turan de Los Angeles Times creía que la película mató la saga fílmica de Batman, y sintió que la película dependía demasiado de los efectos visuales. Desson Thomson de The Washington Post en gran medida desaprobó la dirección de Schumacher y el guion de Akiva Goldsman. Mick LaSalle, escribió en el San Francisco Chronicle, diciendo, «George Clooney es el gran cero de la película, y debería pasar a la historia como el George Lazenby de la serie». Sin embargo, Janet Maslin del The New York Times dio una opinión positiva. Elogió la actuación de Uma Thurman, así como la producción y el diseño de vestuario.
Batman & Robin fue nominada al Premio Saturn a la mejor película de fantasía, así como un Saturn por mejor maquillaje y otro por mejor diseño de vestuario, pero no ganó ninguno. Fue nominada a 11 Premios Razzie, Razzie por peor película, Joel Schumacher (Peor Director), Chris O'Donnell y Arnold Schwarzenegger (Peor Actor de Reparto), Uma Thurman (peor actriz de reparto), Akiva Goldsman (Peor Guion), George Clooney y Chris O'Donnell (Peor Pareja en Pantalla), Billy Corgan (peor canción para «The End Is the Beginning Is the End», peor adaptación o secuela y la peor despreocupación imprudente por la vida humana y la propiedad pública. Alicia Silverstone fue la única que ganó un Premio Razzie por peor actriz de reparto.
Algunos observadores pensaron que Schumacher, un hombre gay, agregó un posible innuendo homoerótico en la historia James Berardinelli cuestionó la «cantidad aleatoria» [sic] «de los pezones de goma y el ángulo de la cámara con primeros planos de las nalgas y de las entrepiernas del dúo dinámico». De manera similar a la anterior Batman Forever, esto incluyó principalmente la decisión de agregar pezones y alargadas braguetas de armar a los trajes de Batman y Robin. Schumacher declaró: «No tenía idea de que poner los pezones en los trajes de Batman y Robin iba a despertar titulares internacionales. Los cuerpos de los trajes provienen de las estatuas de la Grecia antigua, que muestran cuerpos perfectos. Son anatómicamente correctos». Chris O'Donnell, quien interpretó a Robin, sintió que «no fueron tanto los pezones los que me molestaron. Era la bragueta. La prensa obviamente jugó con eso y lo hizo un gran negocio, especialmente con Joel dirigiendo. No lo pensé dos veces acerca de la controversia, pero al volver y mirar y ver algunas de las imágenes, fue muy inusual». George Clooney bromeó, «Joel Schumacher me dijo que nunca hicimos otra película de 'Batman' porque Batman era gay». El mismo Clooney ha hablado críticamente de la película, diciendo: «Creo que podríamos haber matado a la franquicia», y la llamó «un desperdicio de dinero». En una entrevista posterior cuando se le preguntó a Clooney si conocía a Arnold Schwarzenegger, Clooney respondió que ambos habían matado la franquicia fílmica de Batman.

## Secuela cancelada y reinicio
Durante el rodaje de la película, Warner Bros. quedó impreso con los diarios, lo que incita a contratar inmediatamente a Joel Schumacher para regresar como director de una quinta película. Sin embargo, el escritor Akiva Goldsman declinó la oferta para escribir el guion. A finales 1996, Warner Bros. y Schumacher contrataron a Mark Protosevich para escribir el guion de una eventual quinta película de Batman. Un proyecto que se estrenaría a mediados de 1999 y que fue anunciado. El proyecto titulado Batman Unchained, con el guion de Protosevich tendría a El Espantapájaros como villano principal. A través del uso de su toxina del miedo, haría resucitar a Joker dentro de una alucinación de Batman (basado en el episodio de la serie animada Sueños en la Oscuridad). Harley Quinn sería igualmente villana después de El Espantapájaros, aunque descrita como hija del Joker en lugar de su novia. Los protagonistas (Clooney, O´Donnell y Silverstone) habían firmado para la siguiente entrega, para repetir sus personajes de Batman, Robin y Batgirl. Igualmente se esperaba el regreso de Jack Nicholson en su papel de Joker. Sin embargo, tras la pobre recepción crítica de Batman y Robin, Clooney prometió no repetir su papel.
Warner Bros. decidió considerar otros proyectos como una película de Batman Beyond (Producto que desarrollaron en 2000, aunque sin abandonar la animación) y una adaptación de la novela gráfica Batman: año uno de Frank Miller. Warner luego produciría la idea que más les convenga. Schumacher sintió que «le debía [a] la cultura de Batman una verdadera película de Batman. Volvería a lo básico y haré un retrato oscuro del Caballero Oscuro». A mediados de 1998, Schumacher le expresó a Warner Bros. su intención de dirigir el eventual reinicio inspirado en Batman: Year One, pero estuvieron más interesados en contratar a Darren Aronofsky. Aronofsky y Miller desarrollaron un guion de Año Uno con Aronofsky como director, pero fue finalmente cancelado el proyecto. Christian Bale fue finalmente contratado para protagonizar la próxima película de Batman en enero de 2003. En 2005 finalmente se estrenó el reinicio llamado Batman Begins la cual fue sucedida por The Dark Knight y esta última por The Dark Knight Rises, todas dirigidas por Christopher Nolan.
En la serie Leyendas del Caballero Oscuro, un episodio de la serie animada, tres adolescentes discuten sus ideas sobre cómo es realmente Batman. Se reúnen brevemente con un joven llamado Joel, cuya idea de Batman refleja las caracterizaciones y vestuarios retratados en Batman y Robin de Schumacher. Los adolescentes tratan las ideas de Joel con absoluto desdén. En la película Watchmen, el director Zack Snyder y el artista gráfico Dave Gibbons deciden parodiar los marcados músculos y pezones del traje de Batman en la película para el héroe de cómic Ozymandias. La película es referenciada en el episodio episodio «Legends of the Dark Mite!» de la serie animada Batman: The Brave and the Bold  cuando Bat-Mite utiliza brevemente sus poderes para transformar el traje de Batman en el mismo traje que se muestra en las películas de Schumacher «Batman», antes de declararlo «demasiado asqueroso». El Batman de  Batman & Robin  más tarde apareció como parte de un ejército completo de Batmans con el traje de goma azul reunidos de todo el Multiverso en «Night of the Batmen!». Además, había preocupaciones dentro de Warner Bros. en torno a la reacción crítica negativa hacia Batman y Robin y cómo eso podría perjudicar el éxito de la posterior película de animación directa para video Batman & Mr. Freeze: SubZero, que fue originalmente planeada para ser lanzada casi al mismo tiempo que la película, pero posteriormente se retrasó. Sin embargo, SubZero recibió una respuesta positiva mucho más fuerte de los críticos que Batman & Robin, con el papel del Sr. Freeze en él visto bajo una luz mucho más positiva, volviendo su popularidad como un villano de Batman a un nivel comparable al alcanzado por él en los dos episodios ganadores del Emmy, el personaje presentado en la serie animada. 26 años después del estreno de Batman & Robin, Clooney hizo un cameo como Bruce Wayne en la película The Flash de 2023 del Universo extendido de DC. A Clooney le pidieron que repitiera el papel cuando la película ya estaba en postproducción, y aceptó unirse después de ver un corte de la película; la filmación se llevó a cabo en secreto seis meses antes del estreno y duró medio día.